# 森特鎮區 (內布拉斯加州巴特勒縣)
森特鎮區（英語：Center Township）是位於美國內布拉斯加州巴特勒縣的一個行政鎮區。

## 地方資料
森特鎮區的面積為93.16平方千米，當中陸地面積為93.14平方千米，而水域面積為0.02平方千米。根據2020年美國人口普查的數據，當地共有人口188人，而人口密度為每平方千米2.02人。